# Kaffebryggare

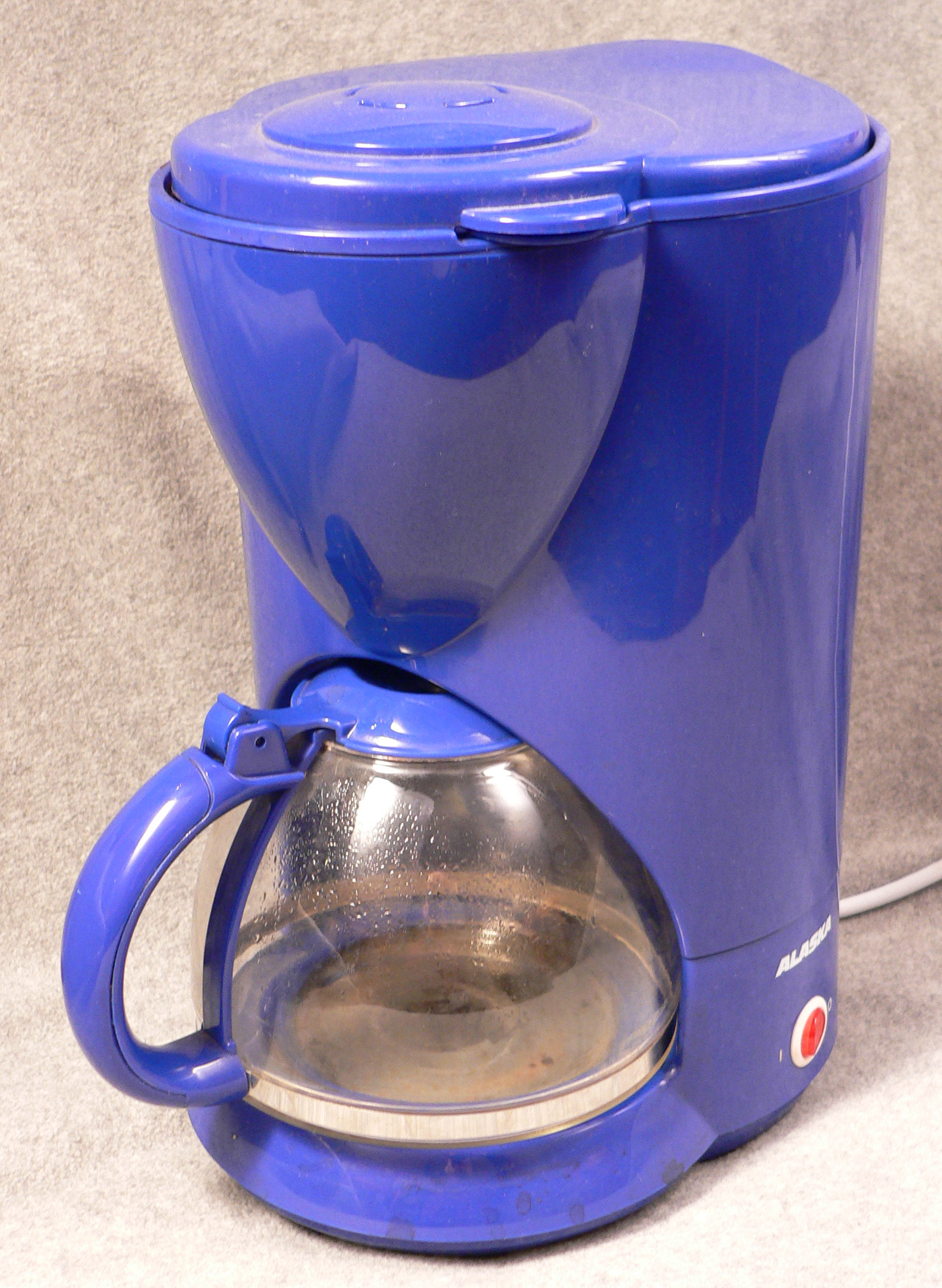
En vanlig kaffebryggare.

En kaffebryggare är en hushållsmaskin som bereder kaffe. Typiskt består den av en kanna, en värmeplatta, en vattenbehållare med uppvärmningsanordning och en filterhållare. Vattnet hettas upp och får droppa över det malda kaffet som ligger i ett kaffefilter som placerats i hållaren ovanför kannan. Det färdiga kaffet rinner ner i kannan i väntan på servering. Vissa kaffebryggare har extrafunktioner som automatisk avstängning eller inbyggd kaffekvarn.
Kaffebryggare är vanliga i hem och på arbetsplatser i Sverige. Särskilt på större arbetsplatser och kontor finns ofta kaffeautomater som kan tillreda många sorters drycker.